# Лі Цзіцянь (Ся)
Лі Цзіцянь  (спрощ.: 李继迁; піньїнь: Lǐ Jìqiān) (*963 — †16.01.1004) — військовий губернатор (Діннань цзєдуши) провінції, що існувала на територіях стародавнього царства Ся за часів кінця династії Тан, протягом періоду п'яти династій і десяти держав і на початку часів Династії Сун стародавнього Китаю, дід першого імператора Західної Ся Лі Юаньхао, також відомий під іменем Чжао Баоцзі (спрощ.: 赵保吉; піньїнь: Zhào bǎojí), як його називали в Династії Сун.
Ще з дванадцяти років Цзіцянь був мужнім, витривалим, вправним вершником і стрільцем. Багато сил і уваги приділяв військовій справі.
Розпочав боротьбу за незалежність тангутів від Династії Сун, і у 984 році, заручившись угодою про військову підтримку із Династією Ляо, підняв повстання. Щоб уникнути військової кампанії із династією Ляо, імператор Династії Сун Чжень-цзун визнав незалежність тангутів і надав дозвіл на утворення тангутської держави Ся зі столицею у місті Сінцін — нині один із районів старого кварталу міста Їньчуань.
Розпочав запроваджувати серед кочівників осілий спосіб життя. Підтримував розвиток зрошувального землеробства. Намагався укріпити і розширити державу. Для досягнення своїх цілей застосовував різні методи, починаючи від воєнних кампаній, вигідних шлюбів, заведення приятелів, для яких не скупився на подарунки, і, закінчуючи військовими хитрощами і обманом, порушенням угод тощо. Присвятив себе армії та воєнним кампаніям і ростив сина, Лі Деміна  — свого наступника, у військових походах.
Був убитий 26 січня 1004 року. Згодом син помстився за смерть батька. Похований в мавзолеї «Юйлін» пантеону Західної Ся у 1038 році.